# Mark Edmondson
Pour les articles homonymes, voir Edmondson.
Mark Edmondson, né le 24 juin 1954 à Gosford, est un joueur australien de tennis des années 1970 et 1980.
Il a notamment remporté l'Open d'Australie en 1976 (contre John Newcombe) dans la période où la plupart des meilleurs joueurs ne s'y rendaient pas. Il était avant ce tournoi classé 212e joueur mondial, ce qui constitue un record comme vainqueur le plus mal classé. Il est l'unique vainqueur d'un Grand Chelem de l'ère Open n'ayant jamais figuré dans les dix premiers mondiaux, son meilleur classement étant 15e. Il a participé au succès de l'équipe australienne en Coupe Davis en 1983. Il compte également 5 autres titres en simple sur le circuit ATP. Il a perdu une demi-finale à Wimbledon en 1982 contre Jimmy Connors. Il est le dernier vainqueur australien de l'Open d'Australie, John Marks ayant échoué en finale en 1978, Kim Warwick en 1980, Pat Cash en 1987 et 1988 et Lleyton Hewitt en 2005.
Mark Edmondson reste avant tout un spécialiste de double, avec 34 tournois à son palmarès, dont 5 en Grand Chelem.

## Parcours dans les tournois duGrand Chelem

### En simple
| Année | Open d'Australie | Open d'Australie | Internationaux de France | Internationaux de France | Wimbledon       | Wimbledon    | US Open         | US Open       | Open d'Australie | Open d'Australie |
| ----- | ---------------- | ---------------- | ------------------------ | ------------------------ | --------------- | ------------ | --------------- | ------------- | ---------------- | ---------------- |
| 1975  | 2e tour (1/16)   | J. Alexander     | —                        | —                        | 2e tour (1/32)  | S. Mayer     | —               | —             | n.o.             | n.o.             |
| 1976  | Victoire         | J. Newcombe      | 1er tour (1/64)          | V. Pecci                 | 3e tour (1/16)  | A. Ashe      | 1er tour (1/64) | T. Kakulia    | n.o.             | n.o.             |
| 1977  | 1/4 de finale    | K. Rosewall      | 2e tour (1/32)           | W. Fibak                 | 2e tour (1/32)  | B. Borg      | 3e tour (1/16)  | C. Barazzutti | —                | —                |
| 1978  | n.o.             | n.o.             | 1er tour (1/64)          | S. Birner                | 2e tour (1/32)  | S. Mayer     | 1er tour (1/64) | J. James      | 2e tour (1/16)   | A. Stone         |
| 1979  | n.o.             | n.o.             | 1er tour (1/64)          | J. Higueras              | 1er tour (1/64) | V. Amritraj  | 1er tour (1/64) | V. Gerulaitis | 1/4 de finale    | C. Dibley        |
| 1980  | n.o.             | n.o.             | 1er tour (1/64)          | E. Teltscher             | 1er tour (1/64) | W. Fibak     | —               | —             | 1/8 de finale    | P. McNamee       |
| 1981  | n.o.             | n.o.             | 1er tour (1/64)          | C. Lewis                 | 2e tour (1/32)  | F. Buehning  | 3e tour (1/16)  | K. Curren     | 1/2 finale       | J. Kriek         |
| 1982  | n.o.             | n.o.             | —                        | —                        | 1/2 finale      | J. Connors   | 2e tour (1/32)  | M. Doyle      | 1er tour (1/64)  | R. Meyer         |
| 1983  | n.o.             | n.o.             | —                        | —                        | 3e tour (1/16)  | M. Leach     | —               | —             | 3e tour (1/16)   | T. Mayotte       |
| 1984  | n.o.             | n.o.             | —                        | —                        | 3e tour (1/16)  | T. Moor      | 1er tour (1/64) | R. Brown      | 2e tour (1/32)   | D. Houston       |
| 1985  | n.o.             | n.o.             | 1er tour (1/64)          | M. Flur                  | 1er tour (1/64) | F. González  | —               | —             | 1er tour (1/64)  | L. Bourne        |
| 1986  | n.o.             | n.o.             | 1er tour (1/64)          | N. Aerts                 | 1er tour (1/64) | S. Giammalva | —               | —             | n.o.             | n.o.             |
| 1987  | 3e tour (1/16)   | T. Wilkison      | —                        | —                        | —               | —            | —               | —             | n.o.             | n.o.             |

N.B. : à droite du résultat se trouve le nom de l'ultime adversaire.

### En double
| Année | Open d'Australie                                                                  | Open d'Australie                                                                | Internationaux de France                                                          | Internationaux de France                                                         | Wimbledon                                                                          | Wimbledon                                                                         | US Open                | US Open                  | Open d'Australie     | Open d'Australie |
| ----- | --------------------------------------------------------------------------------- | ------------------------------------------------------------------------------- | --------------------------------------------------------------------------------- | -------------------------------------------------------------------------------- | ---------------------------------------------------------------------------------- | --------------------------------------------------------------------------------- | ---------------------- | ------------------------ | -------------------- | ---------------- |
| 1973  | —                                                                                 | —                                                                               | —                                                                                 | —                                                                                | 2e tour (1/16) B. Anstey \|\| style="text-align:left;" \| Likhachev A. Metreveli   | —                                                                                 | —                      | n.o.                     | n.o.                 |                  |
| 1974  | —                                                                                 | —                                                                               | —                                                                                 | —                                                                                | —                                                                                  | —                                                                                 | —                      | —                        | n.o.                 | n.o.             |
| 1975  | —                                                                                 | —                                                                               | —                                                                                 | —                                                                                | 1er tour (1/32) S. Wright \|\| style="text-align:left;" \| B. Gottfried R. Ramírez | —                                                                                 | —                      | n.o.                     | n.o.                 |                  |
| 1976  | 1er tour (1/16) J. Marks \|\| style="text-align:left;" \| J. Bartlett B. Giltinan | 1/4 de finale G. Masters \|\| style="text-align:left;" \| J. Gisbert M. Orantes | 2e tour (1/16) J. Marks \|\| style="text-align:left;" \| B. Gottfried R. Ramírez  | 1/8 de finale J. Marks \|\| style="text-align:left;" \| S. Stewart F. McNair     | n.o.                                                                               | n.o.                                                                              |                        |                          |                      |                  |
| 1977  | 1er tour (1/16) J. Marks \|\| style="text-align:left;" \| C. Lewis R. Simpson     | 1/4 de finale C. Dibley \|\| style="text-align:left;" \| W. Fibak J. Kodeš      | 2e tour (1/16) J. Marks \|\| style="text-align:left;" \| B. Martin O. Parun       | 2e tour (1/16) J. Marks \|\| style="text-align:left;" \| Á. Fillol J. Fillol     | —                                                                                  | —                                                                                 |                        |                          |                      |                  |
| 1978  | n.o.                                                                              | n.o.                                                                            | 1/4 de finale J. Marks \|\| style="text-align:left;" \| W. Fibak T. Okker         | 1/4 de finale J. Marks \|\| style="text-align:left;" \| W. Fibak T. Okker        | 1/2 finale J. Marks \|\| style="text-align:left;" \| M. Riessen S. Stewart         | 1er tour (1/16) J. Marks \|\| style="text-align:left;" \| I. El Shafei B. Fairlie |                        |                          |                      |                  |
| 1979  | n.o.                                                                              | n.o.                                                                            | 1/8 de finale J. Marks \|\| style="text-align:left;" \| J. Kodeš T. Šmíd          | 2e tour (1/16) J. Marks \|\| style="text-align:left;" \| C. Drysdale R. Taylor   | 2e tour (1/16) J. Marks \|\| style="text-align:left;" \| J. Sadri T. Wilkison      | 1er tour (1/16) J. Marks \|\| style="text-align:left;" \| V. Eke E. Ewert         |                        |                          |                      |                  |
| 1980  | n.o.                                                                              | n.o.                                                                            | 1/8 de finale K. Warwick \|\| style="text-align:left;" \| Bertolucci A. Panatta   | 2e tour (1/16) K. Warwick \|\| style="text-align:left;" \| Günthardt F. McMillan | —                                                                                  | —                                                                                 | Victoire K. Warwick    | McNamara P. McNamee      |                      |                  |
| 1981  | n.o.                                                                              | n.o.                                                                            | 1er tour (1/32) F. Taygan \|\| style="text-align:left;" \| Franulović F. González | 2e tour (1/16) T. Delatte \|\| style="text-align:left;" \| Günthardt B. Taróczy  | 1er tour (1/32) C. Letcher \|\| style="text-align:left;" \| A. Andrews D. Gitlin   | Victoire K. Warwick                                                               | H. Pfister J. Sadri    |                          |                      |                  |
| 1982  | n.o.                                                                              | n.o.                                                                            | 1/4 de finale B. Manson \|\| style="text-align:left;" \| Günthardt B. Taróczy     | 1/4 de finale K. Warwick \|\| style="text-align:left;" \| McNamara P. McNamee    | 1/4 de finale K. Warwick \|\| style="text-align:left;" \| Gottfried R. Ramírez     | 1/8 de finale S. Denton \|\| style="text-align:left;" \| B. Maze H. Pfister       |                        |                          |                      |                  |
| 1983  | n.o.                                                                              | n.o.                                                                            | Finale S. Stewart                                                                 | A. Järryd Simonsson                                                              | 1er tour (1/32) S. Stewart \|\| style="text-align:left;" \| A. Jarrett B. Mottram  | —                                                                                 | —                      | Victoire McNamee         | S. Denton S. Stewart |                  |
| 1984  | n.o.                                                                              | n.o.                                                                            | 1/4 de finale S. Stewart \|\| style="text-align:left;" \| J. Arias E. Korita      | 1/4 de finale S. Stewart \|\| style="text-align:left;" \| P. Cash P. McNamee     | 1/4 de finale S. Stewart \|\| style="text-align:left;" \| Günthardt B. Taróczy     | Victoire S. Stewart                                                               | J. Nyström M. Wilander |                          |                      |                  |
| 1985  | n.o.                                                                              | n.o.                                                                            | Victoire K. Warwick                                                               | S. Glickstein Simonsson                                                          | 1er tour (1/32) K. Warwick \|\| style="text-align:left;" \| D. Dowlen N. Odizor    | 1/8 de finale K. Warwick \|\| style="text-align:left;" \| K. Curren J. Kriek      | Finale K. Warwick      | P. Annacone van Rensburg |                      |                  |
| 1986  | n.o.                                                                              | n.o.                                                                            | 1er tour (1/32) K. Warwick \|\| style="text-align:left;" \| R. Acuña L. Lavalle   | 1er tour (1/32) K. Warwick \|\| style="text-align:left;" \| C. Kennedy D. Tyson  | 1/4 de finale S. Stewart \|\| style="text-align:left;" \| J. Nyström M. Wilander   | n.o.                                                                              | n.o.                   |                          |                      |                  |
| 1987  | 2e tour (1/16) K. Warwick \|\| style="text-align:left;" \| A. Emerson D. Tyson    | —                                                                               | —                                                                                 | —                                                                                | —                                                                                  | —                                                                                 | —                      | n.o.                     | n.o.                 |                  |
| 1988  | 2e tour (1/16) B. Roe \|\| style="text-align:left;" \| A. Castle R. Saad          | —                                                                               | —                                                                                 | —                                                                                | —                                                                                  | —                                                                                 | —                      | n.o.                     | n.o.                 |                  |

N.B. : le nom du ou de la partenaire se trouve sous le résultat ; les noms des ultimes adversaires se trouvent à droite.

## Participation aux Masters

### En double
| Année | Ville    | Surface         | Partenaire       | Résultats | Résultat final     |
| ----- | -------- | --------------- | ---------------- | --------- | ------------------ |
| 1979  | New York | Moquette indoor | John Marks       | 0v, 1d    | Demi-finaliste     |
| 1983  | New York | Moquette indoor | Sherwood Stewart | 1v, 1d    | Demi-finaliste     |
| 1984  | New York | Moquette indoor | Sherwood Stewart | 1v, 1d    | Finaliste          |
| 1985  | New York | Moquette indoor | Kim Warwick      | 0v, 1d    | Quart de finaliste |